# Marci Klein
Marci Klein é uma produtora de televisão americana que foi quatro vezes premiada com o Emmy e é mais conhecida por seu trabalho em 30 Rock e Saturday Night Live. Durante seu discurso de aceitação nos Golden Globe Awards de 2007, Alec Baldwin agradeceu pessoalmente a Klein e se referiu a ela como "a maior produtora da história da televisão", a qual recebeu uma ovação da plateia.
Klein é a filha do estilista Calvin Klein e a sua primeira esposa, Jayne.
Em 1978, Marci foi sequestrada e mantida por 9 horas até que um resgate do US$ 100.000 foi pago. A polícia prendeu os culpados.